# Harald Schneider (Schriftsteller)
Harald Schneider (* 1962 in Speyer) ist ein deutscher Schriftsteller. Neben seiner Tätigkeit als Kinder- und Jugendbuchautor schreibt er auch Krimis und Epik für Erwachsene.

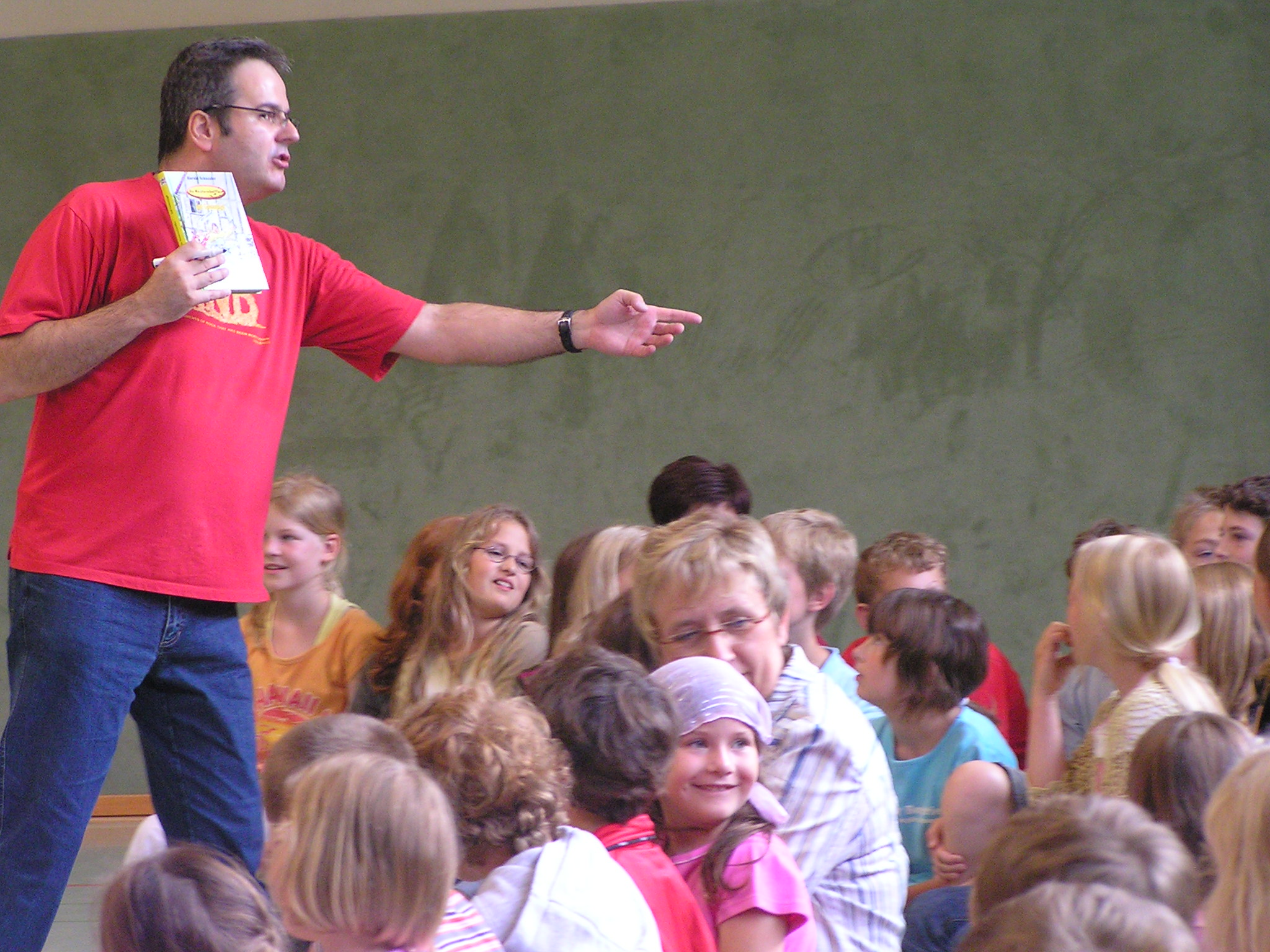
Lesung am 15. Juni 2007 in Vöhl

## Leben
Schneider begann während seines Studiums mit dem Schreiben. Zunächst schrieb er für diverse Studentenzeitungen, im Laufe der Zeit folgten immer mehr Kurzkrimis- und Geschichten für die Regenbogenpresse sowie satirische Beiträge wie Mit dem Tretboot nach Ibiza oder Hotel zur Polizei. Im Gmeiner-Krimiverlag und in mehreren Regionalzeitungen wie der Rheinpfalz hat er seinen Protagonisten Kriminalhauptkommissar Reiner Palzki etabliert, der im Rhein-Neckar-Dreieck und der Vorderpfalz ermittelt (Pfalz-Krimi).
Seit der Geburt seiner vier Kinder (Jahrgang 1994–2008) beschäftigt sich Schneider mit Kinder-Ratekrimis und Detektivgeschichten. Daneben arbeitet er als Betriebswirt in einem Medienkonzern und beschäftigt sich dort mit Strategieplanung im Verlagswesen. Er ist Mitglied des Syndikats (Vereinigung deutschsprachiger Krimiautoren) sowie im Friedrich-Bödecker-Kreis (FBK).
Im Jahr 2008 gründete Schneider zusammen mit dem Percussionisten Pit Vogel die „Arbeitsgemeinschaft Klang und Mord“. Das Duo bietet unter diesem Namen Lesungen mit musikalischer Begleitung als Die Palzki-Krimi-Show an und setzt die mit ironischer Situationskomik versetzte Handlung der Palzki-Romane um. In der Saison 2009 war er als erster deutscher Parkschreiber im Holiday Park Haßloch tätig. Im Jahr 2022 erhielt Schneider den Orden Pälzer Krischer, der durch den ältesten Ludwigshafener Karnevalsverein KV Rheinschanze 1877 e. V. alljährlich an Persönlichkeiten aus Politik, Wirtschaft, Kultur oder Sport verliehen wird, die sich als sogenannte „Stimme der Pfalz“ verdient gemacht haben. Im Jahr 2023 wurde er in das PEN-Zentrum Deutschland berufen. Laut Angaben des Gmeiner-Verlags zählt er mit einer Auflage von mehr als 90.000 Exemplaren pro Taschenbuch zu den meistgelesenen Regionalkrimiautoren Deutschlands.
Schneider wohnt in Schifferstadt (Rhein-Pfalz-Kreis).

## Werke

### Kommissar-Palzki-Reihe
- Ernteopfer, (Pfalzkrimi, Kommissar Palzkis erster Fall). 10. Auflage. Gmeiner-Verlag, 2008, ISBN 978-3-89977-748-2.
- Schwarzkittel, (Kommissar Palzkis zweiter Fall). 5. Auflage. Gmeiner-Verlag 2009, ISBN 978-3-89977-804-5.
- Erfindergeist, (Kommissar Palzkis dritter Fall). 2. Auflage. Gmeiner-Verlag 2009, ISBN 978-3-8392-1009-3.
- Wassergeld, (Kommissar Palzkis vierter Fall). 5. Auflage. Gmeiner-Verlag 2010 ISBN 978-3-8392-1062-8.
- Bierleiche, (Hörbuch mit Kommissar Palzki, Sprecher: Johannes Steck). Eichbaum-Brauerei 2010.
- Räuberbier, (Kommissar Palzkis fünfter Fall). 4. Auflage. Gmeiner-Verlag 2011, ISBN 978-3-8392-1129-8.
- Blutbahn, (Kommissar Palzkis sechster Fall). 2. Auflage. Gmeiner-Verlag 2012, ISBN 978-3-8392-1240-0.
- Pilgerspuren, (Kommissar Palzkis siebter Fall). 8. Auflage. Gmeiner-Verlag 2012, ISBN 978-3-8392-1318-6.
- Palzki ermittelt, (Ratekrimis). 4. Auflage. Gmeiner-Verlag 2012, ISBN 978-3-8392-1331-5.
- Künstlerpech, (Kommissar Palzkis achter Fall). 1. Auflage. Gmeiner-Verlag 2013, ISBN 978-3-8392-1384-1.
- Ahnenfluch, (Kommissar Palzkis neunter Fall). 1. Auflage. Gmeiner-Verlag 2013, ISBN 978-3-8392-1437-4.
- Tote Beete, (Kommissar Palzkis zehnter Fall). 2. Auflage. Gmeiner-Verlag 2014, ISBN 978-3-8392-1538-8.
- Wer mordet schon in der Kurpfalz?, (11 Palzki-Kurzkrimis und 111 Freizeittipps). 1. Auflage. Gmeiner-Verlag, 2014, ISBN 978-3-8392-1582-1.
- Weinrausch, (Kommissar Palzkis elfter Fall). 5. Auflage. Gmeiner-Verlag 2015, ISBN 978-3-8392-1686-6.
- Sagenreich, (Kommissar Palzkis zwölfter Fall). 1. Auflage. Gmeiner-Verlag 2015, ISBN 978-3-8392-1743-6.
- Mordsgrumbeere, (Kommissar Palzkis 13. Fall). 2. Auflage. Gmeiner-Verlag 2016, ISBN 978-3-8392-1925-6.
- Parkverbot, (Kommissar Palzkis 14. Fall). 1. Auflage. Gmeiner-Verlag 2017, ISBN 978-3-8392-2049-8.
- Hambacher Frühling, (Kommissar Palzkis 15. Fall). 3. Auflage. Gmeiner-Verlag 2018, ISBN 978-3-8392-2215-7.
- Pfälzer Eisfeuer, (Kommissar Palzkis 16. Fall). 4. Auflage. Gmeiner-Verlag 2018, ISBN 978-3-8392-2328-4.
- Ein Mörder aus Kurpfalz, (Kommissar Palzkis 17. Fall). 1. Auflage. Gmeiner-Verlag 2019, ISBN 978-3-8392-2419-9.
- Festakt, (Kommissar Palzkis 18. Fall). 1. Auflage. Gmeiner-Verlag 2020, ISBN 978-3-8392-2571-4.
- Pfälzer Bausünden, (Kommissar Palzkis 19. Fall). 4. Auflage. Gmeiner-Verlag 2020, ISBN 978-3-8392-2747-3.
- Das letzte Mahl, (Kommissar Palzkis 20. Fall). 1. Auflage. Gmeiner-Verlag 2021, ISBN 978-3-8392-2803-6.
- Ordentlich gemordet, (Kommissar Palzkis 21. Fall). 1. Auflage. Gmeiner-Verlag 2021, ISBN 978-3-8392-0068-1.
- Der Bibel-Code, (Kommissar Palzkis 22. Fall). 1. Auflage. Gmeiner-Verlag 2022, ISBN 978-3-8392-0243-2.
- Kommissar Palzki – Das große Rätsel-Buch. 1. Auflage. Agiro-Verlag 2023, ISBN 978-3-946587-23-1.
- Rheingewinn, (Kommissar Palzkis 23. Fall). 1. Auflage. Gmeiner-Verlag 2023, ISBN 978-3-8392-0502-0.
- Pfalz Wein Mord, (Kommissar Palzkis 24. Fall). 1. Auflage. Gmeiner-Verlag 2024, ISBN 978-3-8392-0721-5.
- Totgebabbelt, (Kommissar Palzkis 25. Fall). 1. Auflage. Gmeiner-Verlag 2025, ISBN 978-3-8392-0913-4.

### Thriller
- NAFD, Politthriller. 1. Auflage. Gmeiner-Verlag, 2017, ISBN 978-3-8392-2155-6.

### Kinderkrimis
- Die Palzki-Kids in großer Gefahr – Band 1. Höma-Verlag, 2013, ISBN 978-3-937329-84-0.
- Die Palzki-Kids in geheimer Mission – Band 2. Pfälzische V.-A., 2015, ISBN 978-3-87629-340-0.
- Die Palzki-Kids auf Geisterjagd – Band 3. Agiro-Verlag, 2021, ISBN 978-3-946587-31-6.
- Die Palzki-Kids – Ludwigshafen in Gefahr – Band 4. Agiro-Verlag, 2023, ISBN 978-3-946587-52-1.

- Die Meisterschnüffler I Kompl. Neuauflage – eBook-only. Gmeiner-Verlag, 2015, ISBN 978-3-7349-9352-7.
- Die Meisterschnüffler II Kompl. Neuauflage – eBook-only. Gmeiner-Verlag, 2015, ISBN 978-3-7349-9354-1.
- Die Meisterschnüffler III Kompl. Neuauflage – eBook-only. Gmeiner-Verlag, 2015, ISBN 978-3-7349-9356-5.
- Die Meisterschnüffler IV – eBook-only. Gmeiner-Verlag, 2016, ISBN 978-3-7349-9416-6.

- Die Meisterschnüffler, Band 1 – Abenteuer in der Burgruine. Verlag Eifelkrone, 2004, ISBN 3-937640-06-1.
- Die Meisterschnüffler, Band 2 – Vulkansee in Gefahr. Verlag Eifelkrone, 2005, ISBN 3-937640-12-6.
- Die Meisterschnüffler, Band 3 – Auf Geisterjagd. Verlag Eifelkrone, 2007, ISBN 978-3-937640-28-0.

- Die wilden Vier und die geheimnisvolle Botschaft. Band 1. 2004, ISBN 978-3-937640-05-1
- Die wilden Vier und der Schatz im Rathauskeller. Band 2. 2005, ISBN 978-3-937640-13-6
- Die wilden Vier und das Geheimnis der Papageien. Band 3. 2007, ISBN 978-3-937640-29-7

### Beiträge in Anthologien
- Palzki-Kurzkrimi. In: Mörderischer Westen. Bookspot Verlag, 2007, ISBN 978-3-937357-23-2.
- Palzki-Kurzkrimi. In: Todsicher Kalkuliert. Rhein-Mosel Verlag, 2007, ISBN 978-3-89801-213-3.
- Zeit wird knapp. In: Einsichten & Ausblicke. Marsilius Verlag, 2008, ISBN 978-3-929242-46-1.
- Palzki-Kurzkrimi. In: Tödliche Wasser. Gmeiner-Verlag, 2009, ISBN 978-3-8392-1024-6.
- Kurzkrimi. In: Mords Apfel. Sieben-Verlag, 2009, ISBN 978-3-940235-85-5.
- Palzki-Kurzkrimi. In: Mörderischer Erfindergeist. Gmeiner-Verlag, 2011, ISBN 978-3-8392-1127-4.
- Haben Sie noch Sex? In: Secret Service Jahrbuch 2011. Gmeiner-Verlag, 2011, ISBN 978-3-8392-1169-4.
- Palzki-Kurzkrimi. In: Malz und Totschlag – Kleine Morde unter Bierfreunden. Gmeiner-Verlag, 2011, ISBN 978-3-8392-1187-8.
- Palzki-Kurzkrimi. In: Mannheim auf die kriminelle Tour. Wellhöfer-Verlag, 2012, ISBN 978-3-95428-106-0.
- Palzki-Kurzkrimi. In: Slevogts Tod. Agiro-Verlag, 2015, ISBN 978-3-939233-60-2.
- Kurzkrimi. In: Blutworschtblues. Wellhöfer-Verlag, 2016, ISBN 978-3-95428-213-5.
- Kurzkrimi. In: Tatort Weinland Pfalz. ars vivendi Verlag, 2017, ISBN 978-3-86913-854-1.
- Palzki-Kurzkrimi. In: Kreis Jahrbuch Rhein-Pfalz-Kreis 2019 Band 35. Rhein-Pfalz-Kreis, 2018, ISBN 978-3-931717-19-3.
- Palzki-Kurzkrimi. In: Pfälzisch kriminelle Weihnacht. Wellhöfer-Verlag, 2019, ISBN 978-3-95428-263-0.
- Palzki-Kurzkrimi. In: Kreis Jahrbuch Rhein-Pfalz-Kreis 2020 Band 36. Rhein-Pfalz-Kreis, 2019, ISBN 978-3-931717-20-9.
- Palzki-Kurzkrimi. In: Des dicke Pälzer Rädselbuch. Agiro-Verlag, 2020, ISBN 978-3-946587-15-6.
- Palzki-Kurzkrimi. In: Kreis Jahrbuch Rhein-Pfalz-Kreis 2021 Band 37. Rhein-Pfalz-Kreis, 2020, ISBN 978-3-931717-21-6.
- Palzki-Kurzkrimi. In: Schorleblues. Wellhöfer-Verlag, 2021, ISBN 978-3-95428-278-4.
- Palzki-Kurzkrimi. In: Kreis Jahrbuch Rhein-Pfalz-Kreis 2022 Band 38. Rhein-Pfalz-Kreis, 2021, ISBN 978-3-931717-22-3.
- Palzki-Kurzkrimi. In: Mords Odenwald. Odenwaldkreis, 2022, ISBN 978-3-7562-4779-0.
- Palzki-Kurzkrimi. In: Kreis Jahrbuch Rhein-Pfalz-Kreis 2023 Band 39. Rhein-Pfalz-Kreis, 2022, ISBN 978-3-931717-23-0.
- Palzki-Kurzkrimi. In: Kreis Jahrbuch Rhein-Pfalz-Kreis 2024 Band 40. Rhein-Pfalz-Kreis, 2023, ISBN 978-3-931717-24-7.

### Theaterstücke (Krimidinner)
- Todesfall auf Pfälzer Art – Eine friedliche Idylle mit und ohne Arsen, 2013.
- Reiner Palzki und der mörderische Gesangsverein, 2014.
- Größenwahn in Weingarten, 2016.
- Der Chef muss weg, 2024.